# Frank Lanning
Frank Lanning est un acteur américain, né le 14 août 1872 à Marion (Iowa), mort le 17 juin 1945 à Los Angeles (Californie).

## Biographie
Frank Lanning est principalement actif au cinéma durant la période du muet et, dès 1910, contribue notamment à des serials et westerns, où il tient souvent des rôles d'Indiens.
Au nombre de ses films muets, mentionnons The Prince and Betty de Robert Thornby (1919, avec William Desmond et Mary Thurman), La Tourmente de Reginald Barker (1922, avec Matt Moore et House Peters) et L'Inconnu de Tod Browning (1927, avec Lon Chaney, Norman Kerry et Joan Crawford).
Après le passage au parlant, il apparaît encore dans quelques films, dont les serials-westerns The Lone Defender de Richard Thorpe (1930, avec Rintintin et June Marlowe) et The Phantom of the West de D. Ross Lederman (1930, avec Tom Tyler et William Desmond).
Le dernier des cent-trois films américains de Frank Lanning est Marie Galante d'Henry King (avec Spencer Tracy et Ketti Gallian), sorti en 1934.

## Filmographie partielle
- 1910 : Chief Blackfoot's Vindication de Kenean Buel (court métrage) : Chief Blackfoot
- 1911 : On the Warpath de Kenean Buel (court métrage) : Dick Lathrope
- 1912 : My Hero (en) de D. W. Griffith (court métrage) : un indien
- 1914 : The Love Victorious de Wilfred Lucas (court métrage) : Flattery
- 1914 : The Oubliette de Charles Giblyn (court métrage) : Oliver Le Dain
- 1914 : Lizzie the Life Saver de Marshall Neilan (court métrage) : I. M. Wise
- 1915 : Buckshot John de Hobart Bosworth : « Bad Jake » Kennedy
- 1915 : The Spanish Jade de Wilfred Lucas : Tormillo
- 1916 : The Three Godfathers d'Edward LeSaint : Bill Kearny
- 1916 : John Needham's Double de Phillips Smalley et Lois Weber : Cruet
- 1917 : A Kentucky Cinderella de Rupert Julian : Frank Long
- 1917 : Bull's Eye (en) de James W. Horne (serial) : Nathan Loose
- 1917 : The Squaw Man's Son d'Edward LeSaint : Appah
- 1918 : Huck and Tom de William Desmond Taylor : Injun Joe
- 1918 : Les Mystères de la jungle (The Lion's Claw) d'Harry Harvey et Jacques Jaccard (serial) : Musa
- 1918 : The Goddess of Lost Lake de Wallace Worsley : Eagle
- 1919 : Le Secret de l'or (Desert Gold) de T. Hayes Hunter : Le fils de l'indien Yaqui
- 1919 : The Prodigal Liar de Thomas N. Heffron : Steve Logan
- 1919 : The Prince and Betty de Robert Thornby : le berger
- 1919 : Fighting Cressy de Robert Thornby : le vieux Harrison

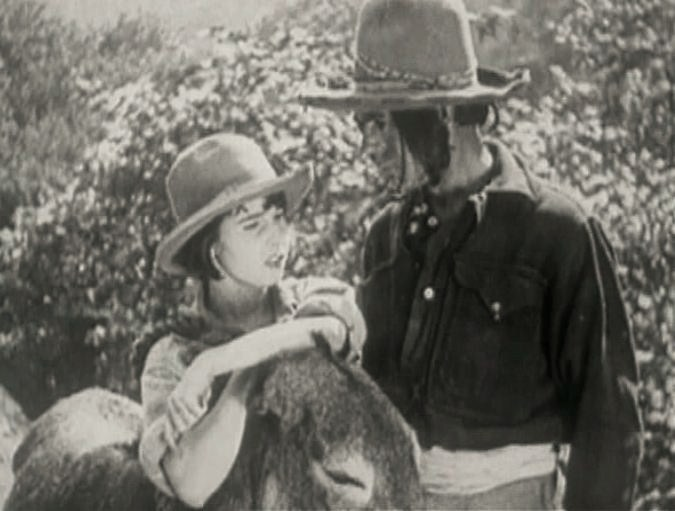
Avec Elvira Weil, dans Another Man's Boots (1922)

- 1920 : Daredevil Jack de W. S. Van Dyke (serial) : MacManus
- 1920 : Haunting Shadows d'Henry King : Morgan
- 1920 : Huckleberry Finn de William Desmond Taylor : le père de Huck
- 1921 : That Girl Montana de Robert Thornby : Jim Harris
- 1922 : Roman chinois (East Is West) de Sidney Franklin : Hop Toy
- 1922 : Step on It! de Jack Conway : Pidge Walters
- 1922 : La Tourmente (The Storm) de Reginald Barker : Manteeka
- 1922 : Another Man's Boots (en) de William J. Craft : Injun Jim
- 1923 : La Marchande de rêves (Drifting) de Tod Browning : Chang Wang
- 1923 : The Bad Man d'Edwin Carewe : le cuisinier indien
- 1925 : The Fighting Ranger (en) de Jay Marchant (serial) : Komi
- 1925 : The Ace of Spades d'Henry MacRae (serial) : François
- 1927 : L'Inconnu (The Unknown) de Tod Browning : Costra
- 1927 : Le Petit Frère (The Kid Brother) de Ted Wilde et autres : Sam Hooper
- 1928 : Le Clan des aigles (Stand and Deliver) de Donald Crisp
- 1929 : Tarzan le Tigre d'Henry MacRae (serial) : le sorcier indigène
- 1930 : The Lone Defender de Richard Thorpe (serial) : Burke
- 1930 : The Phantom of the West de D. Ross Lederman (serial) : Francisco Cortez
- 1932 : Trapped in Tia Juana de Wallace Fox : le bandit Yaqui
- 1933 : Clancy of the Mounted de Ray Taylor (serial) : Grey Hawk
- 1934 : Perdus dans la jungle (The Lost Jungle) de David Howard et Armand Schaefer : le sauvage
- 1934 : Marie Galante d'Henry King : Kristoffer